# هوندا (آریزونا)
هوندا (به انگلیسی: Hondah) یک منطقهٔ مسکونی در ایالات متحده آمریکا است که در شهرستان ناواهو، آریزونا واقع شده‌است. هوندا ۳۱٫۸۰ کیلومتر مربع مساحت و ۵٬۰۵۳ نفر جمعیت دارد و ۳۳ متر بالاتر از سطح دریا واقع شده‌است.